# Tijdlijn van de Portugese geschiedenis
Dit is een tijdlijn van de Portugese geschiedenis.

## Voor Christus

### 15e eeuw v.Chr.
| Jaar        | Datum | Gebeurtenis |
| ----------- | --- | --- |
| 1500 v.Chr. | | Een groep dorpen duikt op in het huidige gebied van Valencia, met name in de zuidelijke helft. Ze staan cultureel dicht bij El Argar. Deze volken stichtten de eerste Mortillas (vestigingen bovenop door de mens gemaakte heuvels) in het gebied La Mancha. |
| 1500 v.Chr. | Stammen veeherders van het centrale plateau organiseren zich tot één cultuur met de naam Cogotas I.                        | |
| 1500 v.Chr. | De aanwezigheid van tin is waarschijnlijk de reden dat er mensen woonden in het noordwesten van het Iberisch schiereiland. | |

### 13e eeuw v.Chr.
| Jaar        | Datum | Gebeurtenis                                                                                                   |
| ----------- | --- | --- |
| 1300 v.Chr. | | El Argar verdwijnt plotseling, in plaats daarvan ontstaat een post-Argarische cultuur die minder homogeen is. |
| 1300 v.Chr. | De Motillas worden verlaten, mogelijk vanwege het verdwijnen van de naburige Argarische staat. | |
| 1300 v.Chr. | De Urnenveldencultuur is de eerste golf Indo-Europese migraties die op het schiereiland binnenkomen. Ze bleven in Catalonië, maar veroorzaakten de Atlantische Bronstijd in the het noordwesten van het schiereiland (hedendaags Galicië en Noord-Portugal). Er werd handel gedreven met Bretagne en de Britse Eilanden. | |
| 1300 v.Chr. | In West-Andalusië komt een nieuw soort aardewerkcultuur op. | |
| 1300 v.Chr. | Het Noordwesten bestaat uit twee assen: Galiciërs en Astur-Cantabriërs. | |

### 12e eeuw v.Chr.
| Jaar        | Datum | Gebeurtenis                                                                               |
| ----------- | ----- | ----------------------------------------------------------------------------------------- |
| 1200 v.Chr. |       | Allis Ubbo (hedendaags Lissabon), waarschijnlijk van Iberische oorsprong, wordt gesticht. |

### 11e eeuw v.Chr.
| Jaar        | Datum | Gebeurtenis                                                                                 |
| ----------- | ----- | ------------------------------------------------------------------------------------------- |
| 1100 v.Chr. |       | Het eerste contact tussen de Feniciërs en Iberië wordt gelegd (langs de Middellandse kust). |

### 10e eeuw v.Chr.
| Jaar        | Datum | Gebeurtenis                                                                                                  |
| ----------- | --- | --- |
| 1000 v.Chr. | | Eerste golf Indo-Europese migraties op het Iberisch schiereiland, van de urnenveldencultuur. (Proto-Kelten). |
| 1000 v.Chr. | Bronstijd (Indo-Europees) in het noordwesten van Iberië, handel met Bretagne en de Britse Eilanden. De Castro-dorpscultuur ontstaat in dit gebied. | |
| 1000 v.Chr. | Bronstijd in de Portugese Estremadura (niet Indo-Europees). | |
| 1000 v.Chr. | Bronstijd in het Portugese Beira Alta (niet Indo-Europees, maar daar wel door beïnvloed). | |
| 1000 v.Chr. | Ontstaan van Tartessos, de eerste Iberische staat die in schriftelijke bronnen wordt genoemd. Tartessos was een gecentraliseerde monarchie, die was ontstaan onder Fenicische invloed. Voerde handel met het gebied dat tegenwoordig bekendstaat als de Algarve en de Portugese Estremadura. | |
| 1000 v.Chr. | Dorpen en steden worden gesticht in de zuidelijke kustgebieden in West-Iberië. | |

### 9e eeuw v.Chr.
| Jaar       | Datum | Gebeurtenis |
| ---------- | --- | --- |
| 900 v.Chr. | | Feniciërs introduceren het gebruik van ijzer, de pottenbakkersschijf, de productie van olijfolie en wijn. Ze waren ook verantwoordelijk voor de eerste vormen van het schrift, hadden een grote religieuze invloed en versnelden de stedenbouw. |
| 900 v.Chr. | De nieuwe Castro-dorpscultuur, gekenmerkt door de ommuurde dorpen en heuvelforten. De cultuur breidde zich uit van zuid naar noord en van de kust naar het binnenland gedurende de volgende eeuwen. | |

### 8e eeuw v.Chr.
| Jaar       | Datum | Gebeurtenis                                                                   |
| ---------- | --- | ----------------------------------------------------------------------------- |
| 800 v.Chr. | | Sterke Fenicische invloed in de stad Balsa (hedendaags Tavira in de Algarve). |
| 800 v.Chr. | De Keltische Hallstattcultuur bereikt de Urnenvelden-Kelten en introduceerden ijzerbewerking in Iberië. De cultuur breidde zich uit en bereikte de noordelijke regio Levante en de vallei boven de Ebro. |                                                                               |

### 7e eeuw v.Chr.
| Jaar       | Datum | Gebeurtenis                                                                          |
| ---------- | --- | ------------------------------------------------------------------------------------ |
| 700 v.Chr. | | Sterke Tartessiaanse invloed in het gebied van de hedendaagse Algarve.               |
| 700 v.Chr. | Tweede golf Indo-Europese migratie (Kelten van de Hallstattcultuur) in Portugees gebied.                                            |                                                                                      |
| 700 v.Chr. | De veeherderscultuur Cogotas I verandert in Cogotas II, Keltische invloeden worden gemengd met de Iberische cultuur (Keltiberiërs). |                                                                                      |
| 654 v.Chr. | | Fenicische kolonisten stichten een haven in de Balearen met de naam Ibossim (Ibiza). |

### 6e eeuw v.Chr.
| Jaar       | Datum | Gebeurtenis                                                                            |
| ---------- | --- | -------------------------------------------------------------------------------------- |
| 600 v.Chr. | | De Feniciërs verlaten de Mediterraanse kust van Iberië. Veel kolonies worden verlaten. |
| 600 v.Chr. | Tavira wordt verwoest. |                                                                                        |
| 600 v.Chr. | Culturele verschuiving in het Portugees gebied na de val van Tartessos. Dit gebeurt vooral in Laag-Alentejo en de Algarve, maar loopt langs de kust op tot de monding van de Taag (de belangrijke stad Bevipo wordt gesticht, hedendaags Alcácer do Sal). |                                                                                        |
| 600 v.Chr. | Het eerste schrift in West-Iberië wordt ontwikkeld (Zuid-Portugal, nog niet vertaald). Sterke Tartessiaanse invloed: het gebruikt het Fenicisch alfabet. |                                                                                        |
| 600 v.Chr. | In het gedicht Ora Maritima, geschreven door Avienus in de 4e eeuw, wordt beweerd dat heel West-Iberië ooit vernoemd was naar het volk dat er woonde, de Oestriminis, die werden vervangen door een invasie van de Saephe of Ophis (lett. 'serpent'). Van toen af aan stond Iberië bekend als Ophiussa (Land van de Serpenten). In het gedicht worden ook verschillende etnische groepen van die tijd beschreven: - De eerdergenoemde Ophis, tegenwoordig beschouwd als behorende tot de Kelten van de Hallstattcultuur, in heel West-Iberië (huidig Portugal) tussen de rivieren de Douro en de Sado. - De Cempsi, waarschijnlijk ook Hallstatt-Kelten in de riviermonding van de Taag en het zuiden tot aan de Algarve. - De Cyneten in het zuiden en in enkele steden langs de Atlantische kust (zoals Olissipo, huidig Lissabon), waarschijnlijk niet Indo-Europees, maar autochtone Iberiërs. - De Dragani, Keltisch of Proto-Keltisch, van de eerste migratiegolf, in de berggebieden van Galicië, Noord-Portugal, Asturië en Cantabrië. - De Lusis, waarschijnlijk de eerste verwijzing naar de Lusitaniërs, die leken op de Dragani. |                                                                                        |
| 600 v.Chr. | Kelten dringen door tot het noordwesten van het schiereiland. Het is niet duidelijk of alle stammen in dat gebied daadwerkelijk Kelten waren, of beïnvloed door en samengegaan met de Kelten. |                                                                                        |

### 5e eeuw v.Chr.
| Jaar       | Datum | Gebeurtenis |
| ---------- | --- | --- |
| 500 v.Chr. | | De sterke Centraal-Europese (Keltische) invloeden en migraties breiden zich verder uit in West-Iberië ten noorden van de Taag. |
| 500 v.Chr. | Een tweede Castrocultuur ontstaat in Galicië en Noord-Portugal.                                                                                 | |
| 500 v.Chr. | De Keltische Callaeciërs bewonen de regio rond en ten noorden van de Douro.                                                                     | |
| 500 v.Chr. | De eerste munten worden geslagen en geld wordt voor het eerst gebruikt in het Iberisch schiereiland.                                            | |
| 500 v.Chr. | De Griekse historicus Herodotus van Halicarnassus gebruikt het woord Iberia om te verwijzen naar wat tegenwoordig het Iberisch schiereiland is. | |
| 500 v.Chr. | Tavira bloeit onder Tartessiaanse invloed. | |

### 4e eeuw v.Chr.
| Jaar       | Datum | Gebeurtenis                                                                   |
| ---------- | --- | ----------------------------------------------------------------------------- |
| 400 v.Chr. | | Een nieuwe golf Keltische migratie vestigt zich in de Alentejo en de Algarve. |
| 400 v.Chr. | De Turduli en Turdetani, waarschijnlijk afstammelingen van de Tartessians, worden gevestigd in het gebied rond de rivier de Guadiana, in Zuid-Portugal. Voegen zich later bij de Kelten.          |                                                                               |
| 400 v.Chr. | Een aantal steden in de Algarve, waaronder Balsa (Tavira), Baesuris (Castro Marim), Ossonoba (Faro) en Cilpes (Silves), worden bewoond door de Cyneten, gemengd met Kelten.                       |                                                                               |
| 400 v.Chr. | De Lusitaniërs (Proto-Keltisch) bewonen het gebied tussen de Douro en de Taag (en breiden zich uit naar Hoog-Alentejo). Ten oosten van hen wonen de Vettonen (waarschijnlijk ook Proto-Keltisch). |                                                                               |
| 400 v.Chr. | Rome begint te groeien als Mediterraanse rivaal van Carthago. |                                                                               |
| 400 v.Chr. | De sterke invloeden van Centraal-Europese Keltische culturen blijven groeien. |                                                                               |

### 3e eeuw v.Chr.
| Jaar       | Datum | Gebeurtenis                                                                                 |
| ---------- | --- | ------------------------------------------------------------------------------------------- |
| 300 v.Chr. | | De Gallaeciërs bewonen het hele gebied boven de Douro (huidig Galicië en Noord-Portugal).   |
| 300 v.Chr. | Hannibal Barkas breidt de Carthaagse veroveringen in Iberië uit. Hij bereikt het noorden van Midden-Iberië en verovert de steden Salmantica (Salamanca) en Arbucela (in de regio Zamora). Hij heeft volgens sommige bronnen ook de Haven van Hannibal gesticht (mogelijk Portimão in de Algarve). (tot 219 v.Chr.) |                                                                                             |
| 300 v.Chr. | Het Verdrag van de Ebro tussen Rome en Carthago trekt een grens aan het gebied van Carthago bij de Ebro. |                                                                                             |
| 210 v.Chr. | | Hasdrubal, zoon van Gisco, bereikt Lusitania en zet een kamp op bij de monding van de Taag. |

### 2e eeuw v.Chr.
| Jaar       | Datum | Gebeurtenis |
| ---------- | --- | --- |
| 200 v.Chr. | | De Romeinse dichter Quintus Ennius gebruikt, voor het eerst, het woord Hispania als naam voor het Iberisch Schiereiland (gebaseerd op de Carthaagse naam). Inmiddels heersen de Romeinen over het grootste deel van Oost- en Zuid-Hispania, langs de Mediterraanse kust. |
| 197 v.Chr. | | Gaius Sempronius Tuditanus en M. Helvius proberen het schiereiland op te delen in twee provincies: Hispania Ulterior en Hispania Citerior (de laatste behoorde tot de Romeinen). De twee provincies zouden gouverneurs krijgen. |
| 197 v.Chr. | Lusitania, Gallaecia en Asturië worden opgenomen in de Romeinse provincie Hispania Ulterior. | |
| 194 v.Chr. | | De Lusitaniërs verslaan de Romeinen en heroveren land. Daarnaast plunderen ze Conistorgis, de koninklijke hoofdstad van de Conii (in de huidige Algarve), vanwege diens verdrag met Rome. |
| 194 v.Chr. | De Lusitaniërs worden door de Romeinen verslagen onder leiding van Publius Cornelius Scipio Nasica bij de stad Ilipa (in de Guadalquivir).                                                                          | |
| 180 v.Chr. | | Viriathus, een beroemd leider van de Lusitaniërs, wordt geboren in de Herminius Mons (waarschijnlijk in hedendaags Serra da Estrela, Portugal). |
| 179 v.Chr. | | De praetor Lucius Postumius Albinus boekt een overwinning op de Lusitaniërs. |
| 155 v.Chr. | | De Lusitaniërs bereiken Gibraltar. Aldaar werden ze verslagen door praetor Lucius Mummius. Dit was het begin van de Lusitaanse Oorlog. De strijd tussen de Romeinen en Lusitaniërs gaat nog jaren door. |
| 154 v.Chr. | | De Lusitaniërs plunderen Baetica (huidig Andalusië). |
| 154 v.Chr. | Lusitaniërs plunderen Zuid-Lusitanië (huidige Alentejo en Algarve). | |
| 154 v.Chr. | De Lusitaniërs migreren richting het zuiden. | |
| 152 v.Chr. | | De Romeinse Republiek heeft moeite genoeg soldaten te rekruteren voor de oorlog in Hispania. |
| 150 v.Chr. | | De Lusitaniërs worden verslagen door praetor Servius Sulpicius Galba. Ruim 9.000 Lusitaniërs werden vermoord en nog eens 2.000 werden verkocht als slaven in Gallië (huidig Frankrijk). |
| 147 v.Chr. | | De Lusitaniërs verliezen meerdere slagen dankzij Caius Vetilius, de gouverneur van Hispania Ulterior. |
| 147 v.Chr. | Caius Vetilius belooft de Lusitaniërs grondgebied in het zuiden als ze de Romeinse wetten volgen. Viriathus, iemand die de slachting van Galba had overleefd, waarschuwt de stammen de Romeinen niet te vertrouwen. | |
| 147 v.Chr. | Viriathus wordt benoemd tot leider van de Lusitaniërs. | |
| 147 v.Chr. | De Lusitaniërs slagen erin zich tegen de Romeinse aanvallen te verzetten. | |
| 147 v.Chr. | Vetilius wordt vermoord in een nederlaag opgezet door Viriathus. | |
| 146 v.Chr. | | Viriathus verslaat de Romeinen onder leiding van Caius Plancius en neemt de stad Segobriqga in. |
| 146 v.Chr. | Viriathus verslaat Claudius Urianus, gouverneur van Hispania Citerior | |
| 145 v.Chr. | | Viriathus verslat Caius Nigidius. |
| 145 v.Chr. | Met een nieuwe gouverneur in Hispania Citerior boeken de Romeinen enkele kleine militaire overwinningen. | |
| 143 v.Chr. | | De Romeinen worden verslagen bij Ossuma (in de buurt van huidig Córdoba). |
| 143 v.Chr. | Het Romeinse leger wordt verslagen nabij wat tegenwoordig Beja is, in Alentejo. | |
| 142 v.Chr. | | Gouverneur Quintus Caecilius Metellus Macedonicus valt het gebied van de Vettonen aan, maar is niet in staat de steden Numancia en Termancia te veroveren. |
| 140 v.Chr. | | De nieuwe consul van Hispania Ulterior, wordt door de Lusitaniërs verslagen in Erisane (in Baetica). |
| 140 v.Chr. | Na het verlies, verklaart hij Viriathus "Vriend van het Romeinse volk" en erkent hij de soevereine regering van de Lusitaniërs.                                                                                     | |
| 139 v.Chr. | | Deze actie wordt door de senaat in Rome ongeldig verklaard en de consul wordt opgedragen de rebellerende volken in Hispania te verslaan. |
| 139 v.Chr. | In Hispania Ulterior boeken de Romeinen een grote overwinning op Viriathus en hij wordt gedwongen naar de gebieden ten noorden van de Taag te vluchten.                                                             | |
| 139 v.Chr. | De Vettonen en Gallaeciërs worden ook aangevallen. | |
| 139 v.Chr. | De Romeinse steden Castra Servilia en Caepiana worden gesticht in het grondgebied van de Celtici. | |
| 139 v.Chr. | Viriathus stuurt afgevaardigden om vrede te maken met de Romeinen. | |
| 139 v.Chr. | Viriathus wordt verraden en vermoord in zijn slaap door zijn metgezellen, die waren omgekocht door Marcus Pompilius Lenas.                                                                                          | |
| 139 v.Chr. | Wanneer de verraders in Rome aankomen, laat consul Servilius Cipianus hun executeren, omdat "Rome geen verraders beloont".                                                                                          | |
| 139 v.Chr. | De Lusitaanse legers, nu onder leiding van Tautalus proberen de Romeinen tegen te houden maar worden verslagen. Einde van de Lusitaanse oorlog.                                                                     | |
| 139 v.Chr. | De Romeinen geven de Lusitaniërs grondgebied in het zuiden (in hedendaags Alentejo). | |
| 138 v.Chr. | | De eerste Romeinse expeditie diep in hedendaags Portugees grondgebied, onder leiding van consul Decimus Junius Brutus Callaicus. Decimus Junius Brutus zette zijn hoofdkwartier op in de vallei van de Taag en was bondgenoot geworden van Olisipo (huidig Lissabon). Hij versloeg bij elkaar 60.000 Lusitaniërs, Galliërs en Gallaeciërs, waarvoor hij de bijnaam Callaicus kreeg. |
| 138 v.Chr. | De stad Olisipo zendt legers om mee te vechten met de Romeinen tegen de Keltische stammen in het noordwesten. | |
| 137 v.Chr. | | Proconsul Decimus Junius Brutus trekt verder naar het noorden langs de kust en vestigt een fort in de buurt van hedendaags Viseu. |
| 137 v.Chr. | De Romeinse legers passeren de Douro en gaan het gebied van de Gallaeciërs binnen. | |
| 137 v.Chr. | Het leger passeert de rivier de Lima (Lethe, de rivier van vergeetachtigheid), maar pas nadat Decimus Junius Brutus de rivier alleen was overgestoken om te bewijzen dat hij zijn geheugen niet was verloren.       | |
| 136 v.Chr. | | Romeinse legers onder leiding van proconsul Decimus Junius Brutus bereiken de Miño en weigerden ook deze over te steken uit angst dat dit de Lethe was. |
| 136 v.Chr. | Decimus Junius Brutus verovert de stad Talabriga en verslaat zo de Gallaeciërs. | |
| 136 v.Chr. | Het senaat geeft praetor Decimus Junius Brutus de titel Callaicus voor zijn veroveringen in Gallaecië. | |
| 133 v.Chr. | | De Keltiberiërs worden verslagen. |
| 132 v.Chr. | | Een delegatie Romeinse senators brengt een bezoek aan de nieuwe gebieden op het Iberisch schiereiland om te onderzoeken wat er nodig was om Hispania samen te voegen met het bestaande rijk. |
| 114 v.Chr. | | Praetor Gaius Marius wordt heerser over Lusitania en krijgt te maken met kleine opstanden. |
| 113 v.Chr. | | De Lusitaniërs blijven zich verzetten tegen de Romeinen en maken gebruik van guerrillatechnieken. Ze worden uiteindelijk verslagen. |
| 113 v.Chr. | Het begin van de consolidatie van de Romeinse regering in Hispania. | |
| 105 v.Chr. | | Na de slag bij Arausio plunderen de Germaanse Teutonen en Cimbren heel Noord-Iberië tot in Gallaecia, voor ze wegtrekken en worden verslagen bij Aqua Sextiae en Vercellae. (tot 102 v.Chr.) |

### 1e eeuw v.Chr.
| Jaar      | Datum | Gebeurtenis |
| --------- | --- | --- |
| 97 v.Chr. | | Generaal Quintus Sertorius dient voor het eerst in Iberië. |
| 96 v.Chr. | | Publius Licinius Crassus Dives (vader van Marcus Licinius Crassus Dives), gouverneur van Hispania Ulterior, leidt een expeditie naar het noorden en vindt daar tinmijnen. (tot 94 v.Chr.)                                                                                                  |
| 83 v.Chr. | | Quintus Sertorius gaat voor de tweede keer naar Iberië, waar hij de partij van Gaius Marius vertegenwoordigde tegen Lucius Cornelius Sulla in de Romeinse burgeroorlogen. |
| 83 v.Chr. | Quintus Sertorius leidt een opstand, gesteund door de Lusitaniërs (tot 72 v.Chr.) | |
| 81 v.Chr. | | Algemene Romeinse burgeroorlogen in heel Iberië. |
| 80 v.Chr. | | In de slag bij de rivier de Baetis worden Romeinse legers verslagen door rebellen. |
| 80 v.Chr. | Quintus Sertorius' eerste officier, Hirtuleius, verslaat de gouverneur van Hispania Citerior. | |
| 79 v.Chr. | | De legers van Quintus Sertorius heersen over het grootste gedeelte van Hispania Ulterior en delen van Hispania Citerior. |
| 79 v.Chr. | De nieuwe gouverneur van Hispania Ulterior, Quintus Caecilius Metellus Pius probeert de stad Lacobriga (waarschijnlijk Lagos in de Algarve) in te vallen, maar de poging mislukt. | |
| 77 v.Chr. | | Quintus Sertorius krijgt hulp van generaal Marcus Perperna Vento uit Rome. |
| 77 v.Chr. | Quintus Sertorius verslaat generaals Gnaeus Pompeius Magnus en Quintus Caecilius Metellus Pius in de slag bij Saguntum. | |
| 77 v.Chr. | Gedurende deze periode bouwt Quintus Sertorius een sterke relatie op met de lokale inheemse bevolking. | |
| 77 v.Chr. | Quintus Sertorius sticht een Romeinse school voor de kinderen van de bondgenoten in Lusitanië. | |
| 76 v.Chr. | | Quintus Sertorius verslaat Gnaeus Pompeius Magnus in de buurt van de Pyreneeën. |
| 76 v.Chr. | In Baetica verslaat Quintus Caecilius Metellus Pius defeats Hirtuleius, die gedwongen vlucht. | |
| 75 v.Chr. | | Quintus Caecilius Metellus Pius verslaat Hirtuleius opnieuw en verenigt zijn leger met dat van Gnaeus Pompeius Magnus. |
| 75 v.Chr. | In de slag bij Sucro verslaan Quintus Caecilius Metellus Pius, Gnaeus Pompeius Magnus en Lucius Afranius Quintus Sertorius. | |
| 74 v.Chr. | | Mogelijke expeditie naar Cale (in Gallaecia, in de buurt van de hedendaagse stad Porto?). |
| 73 v.Chr. | | Quintus Sertorius verliest de hele regio Keltiberië (Noord-Centraal-Iberië). |
| 72 v.Chr. | | Quintus Sertorius wordt vermoord tijdens een banket. |
| 72 v.Chr. | Marcus Perperna Vento krijgt de macht over het leger van Quintus Sertorius, maar wordt al snel verslagen door Gnaeus Pompeius Magnus. Hiermee komt er een eind aan de Sertoriaanse Oorlog. | |
| 72 v.Chr. | De regio's ten noorden van de Taag zijn nog steeds niet in handen van de Romeinse Republiek. | |
| 69 v.Chr. | | Julius Caesar wordt op 30-jarige leeftijd verkozen tot Quaestor door de Volksvergadering, een voorwaarde van de Romeinse Cursus honorum, nadat hij een quaestorschap toegewezen had gekregen in Lusitania (het onderdeel van Hispania Ulterior, waar Antistius Vetus toen gouverneur was). |
| 61 v.Chr. | | Julius Caesar wordt aangewezen als propraetor (gouverneur) van Hispania Ulterior. |
| 61 v.Chr. | Julius Caesar valt de Lusitaanse gebieden tussen de Taag en de Douro aan vanuit zijn hoofdkwartier in Scallabis (tegenwoordig Santarém). | |
| 61 v.Chr. | Julius Caesar voert persoonlijk een belangrijke zee-expeditie aan naar de kust van Gallaecia. | |
| 61 v.Chr. | | Julius Caesar boekt grote overwinningen op de Gallaeciërs en Lusitaniërs. |
| 59 v.Chr. | | Julius Caesar, Marcus Licinius Crassus Dives en Gnaeus Pompeius Magnus stellen een overeenkomst op waarin ze het Eerste Triumviraat oprichten. |
| 56 v.Chr. | | De overeenkomst voor het eerste triumviraat wordt vernieuwd. |
| 53 v.Chr. | | Marcus Licinius Crassus Dives sterft de Parthen. |
| 53 v.Chr. | Gnaeus Pompeius Magnus ontvangt Hispania als een proconsulaire provincie. | |
| 53 v.Chr. | Gnaeus Pompeius Magnus draagt de heerschappij over de twee provincies Hispania Citerior en Hispania Ulterior aan de twee luitenants Marcus Terentius Varro en Marcus Petreius, respectievelijk. | |
| 53 v.Chr. | Marcus Petreius voert twee Romeinse legioenen aan in Lusitanië op de grensgebieden van de Romeinen met de Vettonen en de Lusitaniërs. | |
| 50 v.Chr. | | Er heerst openlijke vijandigheid tussen Julius Caesar en Gnaeus Pompeius Magnus. Caesar steunde de Populares en Magnus de Optimaten in hun strijd om de macht. |
| 50 v.Chr. | De Senaat vraagt Julius Caesar zijn troepen op te geven, maar hij weigert. | |
| 49 v.Chr. | | Julius Caesar gaat naar Hispania en verslaat de legaten van Gnaeus Pompeius Magnus. Hij stelt Gaius Cassius Longinus aan als legaat. De Romeinen krijgt te maken met steeds meer opstand onder de lokale bevolking.                                                                        |
| 49 v.Chr. | 1 januari | Het Senaat ontvangt een voorstel van Julius Caesar waarin hij voorstelt dat hij en Gnaeus Pompeius Magnus tegelijkertijd hun strijd opgeven. Het Senaat wijst het vredesvoorstel van Julius Caesar af en verklaart hem tot Publieke Vijand.                                                |
| 49 v.Chr. | 10 januari | Julius Caesar steekt de Rubicon over en zegt daarbij de beroemde zin Alea iacta est ("De teerling is geworpen"). Dit is het begin van de Romeinse Burgeroorlogen. |
| 48 v.Chr. | | Julius Caesar wordt verkozen tot dictator, maar behoudt deze positie slechts 11 dagen. |
| 48 v.Chr. | Julius Caesar wordt benoemd tot consul voor een periode van 5 jaar. | |
| 48 v.Chr. | Gaius Cassius Longinus, Caesar's legaat in Hispania, voert een expeditie tegen de stad Medobrega en andere regio's in Noord-Lusitanië aan. Hij installeert legers die te maken krijgen met veel lokale weerstand. | |
| 48 v.Chr. | 29 september | Gnaeus Pompeius Magnus wordt vermoord. |
| 46 v.Chr. | | Julius Caesar trekt naar Noord-Afrika, waar hij de overblijfselen van de Optimaten van Pompeius verslaat. |
| 46 v.Chr. | Julius Caesar wordt opnieuw tot Dictator benoemd en installeert de Juliaanse kalender. | |
| 46 v.Chr. | Pompeius' zoons en Titus Labienus, die tweede officier was geweest in de Gallische Oorlog, vluchten naar Hispania, waar ze zich tegen Caesar's overheersing over de Romeinse wereld bleven verzetten. | |
| 46 v.Chr. | November | Julius Caesar komt in Hispania aan met acht legioenen en 8.000 soldaten van de cavalerie. Omdat zijn aanval onverwachts was, had hij het voordeel tegen zijn vijand. |
| 46 v.Chr. | Gaius Octavianus en Marcus Vipsanius Agrippa voegen zich bij Julius Caesar in Hispania, waar de burgeroorlogen bleven voortduren. | |
| 45 v.Chr. | | In de slag bij Munda, in Zuid-Hispania, verslaat Julius Caesar, in zijn laatste zege, de troepen van Titus Labiels en Gnaeus Pompeius. |
| 45 v.Chr. | Sextus Pompeius vertrekt uit zijn garnizoen in Corduba (in Baetica) en trekt door Hispania Ulterior terwijl hij zich blijft verzetten tegen de door Julius Caesar aangewezen gouverneur. Hij vlucht uiteindelijk naar Sicilië. Einde van de Romeinse burgeroorlogen.                                                                         | |
| 45 v.Chr. | Voor hij terugkeert naar Rome, draagt Caesar zijn gouverneurs op vrede te stichten in Hispania en de lokale stammen te straffen voor hun ontrouw. Opnieuw groeit de weerstand en de Romeinen blijven de volgende jaren last houden van opstanden.                                                                                            | |
| 45 v.Chr. | Julius Caesar adopteert Gaius Octavianus, hij krijgt de naam Gaius Julius Caesar Octavianus. | |
| 45 v.Chr. | Julius Caesar keert terug naar Rome als winnaar en krijgt de titels Pater Patriae en Dictator (3e keer) door het Senaat. | |
| 45 v.Chr. | Gnaeus Pompeius Magnus wordt op verzoek van Julius Caesar door het Senaat tot god verklaard. | |
| 44 v.Chr. | | Julius Caesar wordt benoemd tot dictator tot in den eeuwigheid (dictator perpetuo). |
| 44 v.Chr. | Februari | Julius Caesar weigert het diadeem, aangeboden door Marcus Antonius, waarmee hij aangeeft niet de koning van Rome te willen worden. |
| 44 v.Chr. | 15 maart | Ides van Maart: Julius Caesar, dictator van Rome, wordt vermoord door drie Romeinse senators. Begin van het einde van de Romeinse Republiek en de stichting van het Romeinse Rijk. |
| 42 v.Chr. | | Julius Caesar wordt tot god verklaard (Divus Julius). |
| 39 v.Chr. | | Romeinse gouverneurs vieren in Rome hun overwinningen op de opstandige lokale stammen en naties. (tot 29 v.Chr.) |
| 28 v.Chr. | | Onder leiding van Augustus heerst er vrede in het Romeinse Hispania (tot 24 v.Chr.) |
| 28 v.Chr. | De Romeinse steden Asturica Augusta (Astorga) en Bracara Augusta (Braga) in het noorden en Emerita Augusta (Mérida) in het zuiden worden gesticht. (tot 24 v.Chr.) | |
| 27 v.Chr. | | Romeinse generaal en politicus Marcus Vipsanius Agrippa verdeelt Hispania in drie delen: Lusitania, Baetica en Tarraconensis. |
| 27 v.Chr. | Imperator Augustus keert terug naar Hispania en creëert een nieuwe administratieve verdeling, waarbij de provincie Hispania Ulterior Lusitania ontstaat. De hoofdstad werd Emerita Augusta (huidig Mérida). Eerst hoorden de gebieden van Asturië en Gallaecia bij Lusitania, maar deze werden later bij de Provincia Tarraconensis gevoegd. | |
| 27 v.Chr. | 16 januari | Gaius Julius Caesar Octavianus wordt imperator van het Romeinse Rijk onder de naam Caesar Augustus. Hiermee komt er een eind aan de Romeinse Republiek en wordt het Romeinse Rijk gesticht.                                                                                                |
| 23 v.Chr. | | Keizer Augustus richt het principaat op en hiermee begint de Pax Romana. |

## Na Christus

### 3e eeuw
| Jaar | Datum       | Gebeurtenis |
| ---- | ----------- | --- |
| 211  |             | Keizer Caracalla maakt een nieuwe administratieve indeling die maar kort zou duren. Hij verdeelt Hispania Citerior in twee delen en creëert zo de nieuwe provincies Hispania Nova Citerior en Asturiae-Calleciae. |
| 211  | 4 februari  | Broers Caracalla en Geta worden samen keizer. |
| 211  | December    | Caracalla vermoordt zijn broer Geta en wordt alleen keizer. |
| 217  | 8 april     | Macrinus en Diadumenianus worden samen keizer. |
| 218  | 8 juni      | Elagabalus wordt Romeins keizer. |
| 222  | 11 maart    | Alexander Severus wordt Romeins keizer. |
| 235  |             | De Romeinse crisis van de derde eeuw, die duurde van 235 tot 284 zorgt voor grote verwarring over wie het recht heeft om keizer te zijn. |
| 238  |             | De provincie Tarraconensis, of Hispania Citerior, wordt heringesteld. Asturië en Gallaecia maken er opnieuw onderdeel van uit. |
| 284  | 20 november | Diocletianus wordt Romeins keizer. Begin van de Dominatenperiode. Onder leiding van keizer Diocletianus behoudt Lusitanië zijn grenzen en was er een praeses, en later een consularis aan de macht; uiteindelijk werd het gebied samengevoegd met de bestaande provincies en vormden ze samen Diocesis Hispaniarum ("Bisdom van Hispania"). |
| 286  | 21 juli     | Maximianus wordt medekeizer samen met Diocletianus. |
| 300  |             | Braga wordt een bisdom. |

### 4e eeuw
| Jaar | Datum | Gebeurtenis |
| ---- | ----- | --- |
| 303  |       | Keizer Diocletianus geeft bevel tot de vervolging van christenen. |
| 305  |       | Diocletianus en Maximianus worden afgezet. Constantius en Galerius worden Augusti. Maximinus wordt benoemd tot Caesar in het oosten en Severus in het westen. Het Romeinse Rijk wordt opgedeeld.       |
| 318  |       | Arius wordt verbannen. |
| 325  |       | Het Eerste Concilie van Nicea vindt plaats. |
| 366  |       | Damasus, zoon van Antonius en Laurentia, geboren in het Conventus Bracarensis van Gallaecia (in de buurt van de hedendaagse stad Guimarães), wordt benoemd tot Paus onder de naam Damasus I. (tot 383) |
| 385  |       | Orosius, historicus, theoloog en discipel van Sint Augustinus, wordt vermoedelijk in Braga geboren. |
| 388  |       | Paternus wordt bisschop van het bisdom van Braga. |

### 5e eeuw
| Jaar | Datum | Gebeurtenis |
| ---- | --- | --- |
| 409  | | Invasie in het noordwesten van het Iberisch Schiereiland (het Romeinse Gallaecia) door de Germaanse Sueben (Quaden en Marcomannen) onder bevel van koning Hermeric en vergezeld door de Buri. Het koninkrijk van de Sueben werd uiteindelijk erkend (Foedus) door de Roeminen. Het was het eerste koninkrijk dat zich losmaakte van het Romeinse Rijk waar munten werden gedrukt. |
| 409  | Invasie van het Iberisch Schiereiland door de Germaanse Vandalen (Silingen en Asdingen) en de Samartaanse Alanen. | |
| 410  | | Rome wordt geplunderd door de Visigoten onder bevel van koning Alarik I. |
| 411  | | In een verdrag met de West-Romeinse keizer Flavius Augustus Honorius wordt Lusitania toegekend aan de Alanen, Gallaecia aan de Sueben en Asdingen en Baetica aan de Silingen. |
| 414  | | Orosius, een kerkelijke uit Braga, bezoekt Sint Augustinus in Hippo Regius. |
| 415  | | Baquiarius, priester van Braga, schrijft zijn werk De fide, waarin hij schrijft over de ketterij van het priscillianisme. |
| 415  | Begin van de invasie van het Iberisch Schiereiland door de Germaanse Visigoten onder leiding van koning Wallia. Ze bereiken Aquitanië, op verzoek van de Romeinen. | |
| 417  | | Balconius wordt bisschop van Braga. |
| 418  | | Gotische oorlog in Spanje (416-418), koning Addac van de Alanen komt om in een slag tegen de Visigoten, hierna sluiten de meeste Alanen zich aan bij de Vandaalse koning Gunderik. Deze werd daardoor Rex Vandalorum et Alanorum (koning van zowel de Vandalen als Alanen). |
| 419  | | De Asdingse Vandalen vallen de Sueben aan. Zij verzetten zich met hulp van de Romeinen. |
| 427  | | Hydatius wordt ingewijd als bisschop van Aquae Flaviae (hedendaags Chaves). Hydatids schreef een kroniek over zijn eigen leven, waardoor historici veel konden leren over Hispania in de 5e eeuw na Christus. |
| 428  | | De Alanen verslaan de Sueben en de Romeinen in de slag bij Mérida. |
| 429  | | De Vandalen en de Alanen verplaatsen zich naar Noord-Afrika, waar ze een nieuw koninkrijk stichten. De Buristam verdwijnt in het koninkrijk van de Sueben. |
| 438  | | Hermeric, de eerste koning van de Sueben van Gallaecia, ondertekent het vredesverdrag met de bevolking van Galaicos en doet afstand van de troon. Rechila volgt hem op. |
| 448  | | Rechila, sterft en laat het rijk na aan zijn zoon Rechiar die zijn christelijke geloof oplegt aan de Sueben. |
| 451  | | Thorismund wordt koning van de Visigoten. |
| 453  | | Theodorik II wordt koning van de Visigoten. |
| 454  | | De Ibero-Romeinse bevolking vragen om hulp van koning Theodorik II tegen aanvallen van de Sueben. |
| 455  | | De bisschop van Rome krijgt de macht over het Westerse christendom wanneer hij zichzelf tot paus benoemt, onder de naam Leo I. |
| 456  | | Gotische oorlog in Spanje (456): Koning Theodorik II van de Visigoten verslaat de Sueben in de slag bij Orbigo en plundert hun hoofdstad Braga. |
| 456  | Rechiar, koning van de Sueben wordt geëxecuteerd en er melden zich enkele kandidaten voor de troon, verdeeld over twee facties: één groep die Framta volgt en één groep die Aioulf volgt. Er wordt een grens getrokken bij de Miño, waarschijnlijk dankzij twee stammen, de Quadi en de Marcomanni, die samen het land van de Sueben vormden. | |
| 457  | | Maldras wordt koning van alle Sueben. |
| 459  | | Na de dood van koning Maldras van de Sueben, ontstaat er een nieuwe scheiding tussen Frumar en Remismund. |
| 462  | | Hydatius, bisschop van Aquae Flaviae (hedendaags Chaves) wordt gevangengenomen door de Visigoten. |
| 463  | | Remismund verenigt de Sueben en wordt koning. |
| 466  | | Eurik wordt koning van de Visigoten. |
| 468  | | De Romeinse stad Conímbriga, in de buurt van het hedendaagse Coimbra, wordt geplunderd door de Sueben. |
| 468  | Lusidius, Romeins gouverneur van Lissabon, geeft de stad over aan de Sueben. | |
| 469  | | Theodemund wordt koning van de Sueben. |
| 470  | | Hydatius, bisschop van Aquae Flaviae, sterft. |
| 470  | Koning Eurik van de Visigoten verovert Zuid-Gallaecia en Lusitania tot aan de Sueben. | |
| 475  | | Koning Eurik (die de verschillende groepen Visigoten verenigde) dwingt de Romeinse regering het Visigotische koninkrijk volledige onafhankelijkheid te gunnen. Ten tijde van zijn dood, waren de Visigoten de sterkste staat die het West-Romeinse Rijk opvolgde. |
| 476  | 4 september | Romulus Augustus, de laatste keizer van het West-Romeinse Rijk, wordt afgezet wanneer het opperhoofd van de Germaanse Heruli, Odoaker, zichzelf tot koning van Italië uitroept. Deze datum wordt gezien als de dag van de val van het West-Romeinse Rijk, alsmede het einde van de oudheid en het begin van de middeleeuwen.                                                      |
| 484  | | Alarik II wordt koning van de Visigoten. |

### 6e eeuw
| Jaar | Datum | Gebeurtenis |
| ---- | --- | --- |
| 501  | | Raad (Oecumenische Synode) van Braga. |
| 507  | | In de slag bij Vouillé verslaan de Franken de Visigoten en krijgen de macht over Aquitanië. Koning Alarik II, die heel Hispania had veroverd, kwam om in de strijd. De Visigoten trokken zich tijdelijk terug naar Narbonne, maar niet veel later werd Alarik's zoon, Amalarik, kind-koning en trokken de Visigoten over de Pyreneeën en naar het Iberisch Schiereiland. |
| 507  | Gesalec wordt koning van de Visigoten. | |
| 511  | | De Visigoten en de Ostrogoten worden herenigd dankzij Theodorik de Grote, die in Ravenna gezeteld was en als regent werkte voor Amalarik. Het centrum van de Visigotische macht verplaatste zich eerst naar Barcelona en daarna naar Toledo. (tot 526) |
| 526  | | Alamaric wordt koning van de Visigoten. |
| 527  | | Raad (Oecumenische Synode) van Toledo. |
| 531  | | Theudis wordt koning van de Visigoten. |
| 537  | | Profuturus wordt bisschop van Braga. |
| 548  | | Theudigisel wordt koning van de Visigoten. |
| 549  | | Agila I wordt koning van de Visigoten. |
| 550  | | Chararik wordt koning van de Sueben. |
| 550  | Sint Martinus van Braga, geboren in Pannonia arriveert in Gallaecia (gebied van de Sueben). Hij was de belangrijkste Iberische geschoolde van zijn tijd. Hij kreeg de kerk van Dume, waar hij een klooster bouwde. | |
| 554  | | Athanagild wordt koning van de Visigoten. |
| 558  | | Sint Martinus van Braga wordt bisschop van Dume. |
| 559  | | Theodemar wordt koning van de Sueben. |
| 561  | | Raad (Oecumenische Synode) van Braga. |
| 562  | | Sint Martinus van Braga wordt bisschop van Braga. |
| 567  | | Liuva I wordt koning van de Visigoten. |
| 568  | | Leovigild wordt koning van de Visigoten. |
| 569  | | Raad (Oecumenische Synode) van Lugo. |
| 570  | | Miro wordt koning van de Sueben. |
| 570  | Koning Leovigild van de Visigoten begint militaire acties met het doel om heel Hispania te veroveren. | |
| 572  | | Raad (Oecumenische Synode) van Braga. |
| 583  | | Euborik wordt koning van de Sueben. |
| 584  | | Andeca wordt koning van de Sueben. |
| 584  | De Visigotische koning Leovigild valt het koninkrijk van de Sueben binnen en verovert het. | |
| 585  | | Andeca, de laatste koning van de Sueben, geeft zich pas een jaar later over aan koning Leovigild. Na zijn overgave verdwijnt deze tak van de Sueben in het Visigotische koninkrijk. |
| 586  | | Reccared wordt koning van de Visigoten. |
| 587  | | Reccared maakt een einde aan de kwestie rondom Arianisme, nadat hij bekeerd was tot het Katholicisme. Hij pleit voor een religieuze eenheid in heel Hispania. |
| 589  | | Pantardus wordt bisschop van Braga. |

### 7e eeuw
| Jaar | Datum                                 | Gebeurtenis |
| ---- | ------------------------------------- | --- |
| 601  |                                       | Liuva II wordt koning van de Visigoten. |
| 604  |                                       | Witteric wordt koning van de Visigoten. |
| 610  |                                       | Gundemar wordt koning van de Visigoten. |
| 612  |                                       | Sisebut wordt koning van de Visigoten. |
| 621  |                                       | Swinthila wordt koning van de Visigoten. |
| 624  |                                       | De Visigoten veroveren de laatste grondgebieden van de Byzantijnen en het Baskenland en bezitten zo het gehele Iberische Schiereiland.                                 |
| 631  |                                       | Sisenand wordt koning van de Visigoten. |
| 633  |                                       | Julianus wordt bisschop van Braga. |
| 636  |                                       | Chintila wordt koning van de Visigoten. |
| 640  |                                       | Tulga wordt koning van de Visigoten. |
| 641  |                                       | Chindasuinth wordt koning van de Visigoten. |
| 649  |                                       | Reccasuinth wordt koning van de Visigoten. |
| 653  |                                       | Potamius wordt bisschop van Braga. |
| 656  |                                       | Fructuosus van Braga wordt bisschop van Braga. |
| 663  |                                       | Raad (Oecumenische Synode) van Braga. |
| 672  |                                       | Wamba wordt koning van de Visigoten. |
| 675  |                                       | Leodegisius wordt bisschop van Braga. |
| 675  | Raad (Oecumenische Synode) van Braga. | |
| 680  |                                       | Erwig wordt koning van de Visigoten. |
| 681  |                                       | Liuva wordt bisschop van Braga. |
| 688  |                                       | Faustinus wordt bisschop van Braga. |
| 693  |                                       | Félix wordt bisschop van Braga. Hij was de laatste bisschop van Braga tot 1070, vanwege de Moorse invasie. Zijn opvolgers zaten niet in Braga, maar in Lugo (Galicië). |

### 8e eeuw
| Jaar | Datum | Gebeurtenis |
| ---- | --- | --- |
| 701  | | Wittiza wordt koning van de Visigoten. |
| 710  | | Roderik wordt koning van de Visigoten. |
| 711  | 15 maart | Islamitische Omajjaden (Moren: vooral Berbers met enkele Arabieren), trouw aan de kalief van Damascus en onder leiding van de gouverneur Moessa bin Noessair vallen het Iberisch Schiereiland binnen en veroveren het uiteindelijk, met uitzondering van het noordelijkste deel, Asturië. De Visigotische koning Roderik sterft in de strijd – De opstand tegen de Moren (Reconquista) begint in dit gebied op te komen. |
| 713  | | Moessa bin Noessair verovert Medina-Sidonia, Sevilla en Mértola. |
| 714  | | Abd al-Aziz, de zoon van Moessa bin Noessair, verovert Évora, Santarém en Coimbra. (tot 715) |
| 715  | | Abd al-Aziz krijgt de macht en vestigt de hoofdstad in Sevilla, waar hij trouwt met Egilona, de weduwe van de Visigotische koning Roderik. De kalief van de Omajjaden, Suleiman ibn Abd al-Malik, laat Abd el-Aziz vermoorden en verbant Moessa bin Noessair naar het dorp in Jemen waar hij vandaan kwam. |
| 716  | | Lissabon wordt veroverd door de Moren. |
| 717  | | Córdoba wordt de hoofdstad van de islamitische bezittingen in Al-Andalus. |
| 718  | | Pelayo sticht het koninkrijk Asturië. Dit wordt beschouwd als beginpunt van de Reconquista. |
| 722  | | Een sterk Moors leger wordt opgedragen Asturië te veroveren. Ze worden echter verslagen door Pelayo in de slag bij Covadonga. Dit wordt tegenwoordig beschouwt als de eerste belangrijke christelijke overwinning in de Reconquista. |
| 737  | | Koning Pelayo van Asturië sterft. |
| 737  | Favila, zoon van Pelayo, wordt koning van Asturië. | |
| 739  | | Alfons I, zoon van Peter van Cantabrië, hertog van Cantabria en getrouwd met de dochter van Pelayo, wordt koning van Asturië. |
| 739  | De Moren worden verdreven uit Galicië door Alfons I van Asturië. | |
| 740  | | Opstanden van de Berber tegen de Arabische Omajjaden. |
| 755  | | Abd al-Rahman I van de Omajjaden vlucht naar het Iberië om de Arabische Abbasiden te ontvluchten en sticht daar "het Gouden Kalifaat". |
| 756  | | Abd ar-Rahman I verslaat Yusuf al-Fihri en wordt aanvoerder van de moslims in al-Andalus. Hij roept zichzelf uit tot emir van Córdoba. |
| 757  | | Fruela I wordt koning van Asturië. |
| 763  | | Abd ar-Rahman I onderdrukt een opstand van de Abbasiden. |
| 768  | | Aurelius wordt koning van Asturië. |
| 768  | Er is een Berber opstand in Centraal-Iberië waarbij Mérida en twee andere dorpen ten noorden van de Taag worden bezet. De opstand wordt na 9 jaar onderdrukt (tot 777). | |
| 774  | | Silo wordt koning van Asturië. Er heerst tijdens deze periode veel onrust in Galicië vanwege de Asturische overheersing. |
| 783  | | Mauregato de Overweldiger wordt koning van Asturië. Hij was een buitenechtelijke zoon van Alfons I van Asturië, zogezegd van een Moorse vrouw. |
| 788  | | Abd al-Rahman I, de oprichter van het emiraat Córdoba, sterft. Zijn opvolger is Hisham I. |
| 788  | Bermudo I wordt koning van Asturië. | |
| 791  | | Alfons II wordt koning van Asturië in Oviedo en verovert enkele Moorse bolwerken en vestigt zich in de gebieden ten zuiden van de Douro. |
| 791  | Een islamitisch leger bestormt Galicië. | |
| 794  | | De Asturiërs verslaan de moslims in de Slag bij Lutos. |
| 796  | | Al-Hakam I wordt emir van Córdoba. |
| 798  | | Tijdens een aanval op islamitisch grondgebied, valt Alfons II van Asturië Lissabon binnen, maar hij slaagt er niet in de stad te veroveren. |
| 800  | | Een 10-jarige opstand tegen de moslims breekt uit in de uiterste gebieden van Al-Andalus (Lissabon, Mérida, Toledo). Elke opstand wordt met veel bloedvergieten neergeslagen door de islamitische machthebbers. |

### 9e eeuw
| Jaar | Datum | Gebeurtenis |
| ---- | --- | --- |
| 809  | | Een Omajjadische prins verslaat en vermoordt Tumlus, een Moorse rebel die een paar jaar eerder de macht had gegrepen in Lissabon. |
| 813  | | Het graf van apostel Jakobus de Meerdere wordt ontdekt in de buurt van Santiago de Compostella, in Galicië. Met de ontdekking ontstond er een cult die later veel christenen op het Iberisch Schiereiland bijeen zou brengen. |
| 822  | | De Omajjadische Abd ar-Rahman II wordt emir van Córdoba. |
| 825  | | De Moren proberen christelijk gebied binnen te vallen tussen Coimbra en Viseu, maar worden verdreven. |
| 839  | | Alfons II van Asturië begint een militaire expeditie in Viseu. |
| 842  | | Ramiro I wordt koning van Asturië. |
| 844  | | Vikingen plunderen gebieden in Galicië, worden verslagen door Ramiro I en vallen later Lissabon, Beja en de Algarve aan. Ook plunderen ze Sevilla. |
| 844  | De slag bij Clavijo, een historische slag tussen de christenen onder leiding van Ramiro I en de moslims. Men geloofde dat de christenen in de strijd werden gesteund door de apostel Jacobus de Meerdere. | |
| 850  | | Ordoño I van Asturië wordt koning van Asturië in Oviedo. Begin van de christelijke herbevolking. Opkomst van het huis van Castilië. |
| 852  | | De Omajjadische Mohammed I wordt emir van Córdoba. |
| 859  | | Ordoño I van Asturië verslaat Musa ibn Musa bij Albelda. |
| 866  | | Alfonso III de Grote, zoon van Ordoño I, wordt koning van Asturië. Hij begint de herbevolking van Porto, Coimbra, Viseu en Lamego. |
| 868  | | Het eerste graafschap Portugal wordt opgericht, als leengoed van koninkrijk Asturië, door graaf Vímara Peres, nadat de regio tussen de Minho en de Douro werd teruggewonnen op de Moren. Graaf Vímara Peres stichtte de stad Vimaranis, vernoemd naar zichzelf, op. De stad werd later Guimaranis, heet vandaag de dag Guimarães en wordt beschouwd als de geboortestad van Portugal. |
| 871  | | De stad Coimbra wordt heroverd op de Moren. Hermenegildo Gutiérrez wordt benoemd tot graaf van Coimbra. |
| 873  | | Vímara Peres sterft en zijn zoon Lucídio Vimaranes wordt graaf van Portugal. Na zijn dood komt het graafschap in handen van Diogo Fernandes. |
| 878  | | De regio van Coimbra (Midden-Portugal) wordt opgenomen in het koninkrijk Asturië door graaf Hermenegildo Gutiérrez. |
| 886  | | De Omajjadische Al-Mundhir wordt emir van Córdoba. |
| 888  | | De Omajjadische Abd Allah ibn Mohammed wordt emir van Córdoba. |

### 10e eeuw
| Jaar | Datum | Gebeurtenis |
| ---- | --- | --- |
| 909  | | Alfonso III van Asturië wordt afgezet door zijn zoons, maar wordt ook benoemd tot keizer.                                                                            |
| 910  | | Alfonso III van Asturië sterft en zijn koninkrijk wordt onder zijn zoons verdeeld in de aparte koninkrijken van Asturië, León en Galicië.                            |
| 910  | Ordoño II wordt koning van Galicië met de steun van de graaf van Portugal. | |
| 911  | | Graaf Hermenegildo Gutiérrez, graaf van Coimbra, sterft en zijn zoon Arias Mendes wordt de nieuwe graaf van Coimbra.                                                 |
| 912  | | De Omajjadische Abd al-Rahman III wordt emir van Córdoba. |
| 913  | | Tijdens een expeditie onder leiding van Ordoño II naar Moors gebied wordt Évora heroverd op de moslims.                                                              |
| 914  | | Ordoño II van Galicië, wordt koning van León, na de dood van zijn broer García I van León.                                                                           |
| 914  | De hoofdstad van het koninkrijk Asturië verhuist van Oviedo naar León en het koninkrijk heet vanaf dit moment koninkrijk León. | |
| 916  | | Ordoño II van León wordt verslagen door de emir Abd al-Rahman III in Valdejunquera.                                                                                  |
| 918  | | In de Slag bij Talavera verslaan de Moren onder leiding van Abd al-Rahman III de christenen.                                                                         |
| 918  | Paus Johannes X erkent de orthodoxie en legitimiteit van de Visigotische Liturgie, zoals wordt beschreven in de mozarabische ritus. | |
| 924  | | Fruela II wordt koning van León. |
| 925  | | Sancho I Ordóñez, zoon van Ordoño II van León, vazalkoning van Galicië tot 929.                                                                                      |
| 925  | Alfonso IV wordt koning van León. | |
| 925  | Ramiro II, zoon van Ordoño II van León, werd de eerste persoon met de titel koning van het Portugese Land. | |
| 926  | | Ramiro II zetelt in Viseu. |
| 926  | Mendo I Gonçalves (zoon van Graaf Gonzalo Betotez van Galicië) trouwt met Mumadona Dias (dochter van Graaf Diogo Fernandes en Onega) en wordt graaf van Portugal. | |
| 926  | De Omajjadische emir Abd al-Rahman III roept zichzelf uit tot kalief van Córdoba, vanwege de dreiging van de Fatimiden. Onder de regering van Abd al-Rahman III bereikt het Moorse Al-Andalus zijn hoogtepunt voordat de langzame aftakeling van de daaropvolgende vier eeuwen zou beginnen. | |
| 928  | | Gonçalo Moniz, kleinzoon van graaf Arias Mendes van Coimbra, wordt graaf van Coimbra.                                                                                |
| 929  | | Abd al-Rahman III verandert het emiraat Córdoba in een zelfstandig kalifaat Córdoba, waardoor het niet langer onder de macht van Baghdad viel.                       |
| 930  | | Ramiro II vertrekt uit Viseu. |
| 931  | | Ramiro II wordt koning van León. |
| 938  | | Het eerste document waarin Portugal wordt gebruikt in de huidige vorm.                                                                                               |
| 946  | | Het graafschap van Castilië wordt onafhankelijk. |
| 950  | | Gravin Mumadona Dias van Portugal verdeelt haar grondgebied onder haar drie zoons nadat haar echtgenoot graaf Mendo I Gonçalves overlijdt.                           |
| 950  | Gonçalo I Mendes, zoon van Mumadona Dias en Mendo I Gonçalves, wordt graaf van Portugal. | |
| 950  | Ordoño III wordt koning van León. | |
| 953  | | Een grote Moorse inval in Galicië. |
| 955  | | Ordoño III van León valt Lissabon aan. |
| 956  | | Sancho I wordt koning van León. |
| 958  | | Sancho I van León wordt afgezet. |
| 958  | Ordoño IV wordt koning van León. | |
| 959  | | Gravin Mumadona Dias schenkt een aanzienlijk gebied aan het klooster van St. Mamede in Guimarães.                                                                    |
| 960  | | Sancho I van León wordt in ere hersteld en wordt weer koning van León.                                                                                               |
| 961  | | Al-Hakam II wordt kalief van Córdoba. |
| 962  | | Graaf Gonçalo I Mendes van Portugal komt in opstand tegen Sancho I van León.                                                                                         |
| 966  | | Graaf Gonçalo Moniz van Coimbra komt in opstand tegen Sancho I van León.                                                                                             |
| 966  | Vikingen vallen Galicië binnen en vermoorden de bisschop van Santiago de Compostela in de strijd. Zijn opvolger Rudesind brengt meer soldaten op de been en vermoordt Gundered, koning van de Vikingen.                                                                                      | |
| 967  | | Ramiro III wordt koning van León. |
| 968  | | Gravin Mumadona Dias sterft. |
| 971  | | Een nieuwe plundering van de Vikingen in Galicië vindt plaats. |
| 976  | | Kalief Al-Hakam II sterft en Al-Mansur Ibn Abi Aamir neemt de macht over. Hij wordt een militaire dictator en begint een groot aantal aanvallen tegen de christenen. |
| 981  | | Graaf Gonçalo Moniz van Coimbra sterft. |
| 982  | | Bermudo II wordt koning van León. Hij kreeg bijval van de graven van Galicië en hij werd gezalfd in Santiago de Compostela.                                          |
| 987  | | Al-Mansur Ibn Abi Aamir verwoest het nu christelijke Coimbra. |
| 987  | Al-Mansur Ibn Abi Aamir verovert de kastelen ten noorden van de Douro en bereikt de stad Santiago de Compostela. De stad was geëvacueerd en Al-Mansur brandt het af en verwoest de Kerk van Santiago.                                                                                        | |
| 987  | Graaf Gonçalo I Mendes neemt de persoonlijke titel van Magnus Dux Portucalensium (Groothertog van Portucale) aan en komt in opstand tegen koning Bermudo II van León. | |
| 999  | | Alfonso V wordt koning van León. |
| 999  | Mendo II Gonçalves, zoon (mogelijk kleinzoon) van Gonçalo I Mendes en Tuta, wordt graaf van Portugal. | |

### 11e eeuw
| Jaar | Datum | Gebeurtenis |
| ---- | --- | --- |
| 1002 | | Al-Mansur Ibn Abi Aamir sterft in Salem (in huidig Spanje). |
| 1003 | | Moren verwoesten de stad León. |
| 1008 | | Vikingen plunderen Galicië en vermoorden graaf Mendo II Gonçalves van Portugal. |
| 1008 | Alvito Nunes, afstammeling van Vímara Peres en getrouwd met Gravin Tudadomna, wordt graaf van Portugal.                                                                        | |
| 1008 | Hisham II, de Omajjadische kalief van Córdoba, wordt afgezet na een opstand onder leiding van Mohammed II al-Mahdi.                                                            | |
| 1008 | Mohammed II al-Mahdi wordt de nieuwe kalief van Córdoba. | |
| 1009 | | Suleiman II al-Mustain wordt de nieuwe kalief van Córdoba, nadat Mohammed II was afgezet. |
| 1009 | De Taifa Badajoz wordt onafhankelijk van het kalifaat van Córdoba en heerst over het gebied tussen Coimbra en Noord-Alentejo.                                                  | |
| 1010 | | Hisham II wordt in ere hersteld als kalief van Córdoba. |
| 1012 | | Suleiman al-Mustain wordt in ere hersteld als kalief van Córdoba door Berberse legers. |
| 1013 | | Het kalifaat van Córdoba begint op te breken. Berberse legers nemen Córdoba in en plunderen en verwoesten daarbij grote delen van de stad. De afgezette kalief Hisham II komt hierbij om. Veel Taifa's (onafhankelijke Moorse koninkrijken) komen op. |
| 1016 | | Normandische legers verwoesten Tui in Galicië. |
| 1017 | | Nuno I Alvites, zoon van Alvito Nunes en Tudadomna, wordt graaf van Portugal. Hij trouwt met Ilduara Mendes, dochter van Mendo II Gonçalves en Tuta. |
| 1018 | | De Taifa Santa Maria de Algarve wordt onafhankelijk. |
| 1021 | | Abd al-Rahman IV wordt de nieuwe kalief van Córdoba. |
| 1022 | | Abd ar-Rahman V wordt de nieuwe kalief van Córdoba. |
| 1022 | De Taifa Lissabon komt op. De Taifa zou later worden opgenomen door de Taifa Badajoz.                                                                                          | |
| 1023 | | Mohammed III wordt de nieuwe kalief van Córdoba. |
| 1025 | | Abu al-Qasim Muhammad ibn Abbad, de Abbadidische emir van Sevilla, verovert twee kastelen bij Alafões, ten noordwesten van Viseu. |
| 1027 | | Hisham III wordt de nieuwe kalief van Córdoba. |
| 1028 | | Mendo Nunes, zoon van Nuno I Alvites en Ilduara Mendes, wordt graaf van Portugal. |
| 1028 | Alfons V, koning van Asturië en León, belegert Viseu maar komt daarbij om. | |
| 1028 | Bermudo III wordt van koning van León. | |
| 1031 | | Sancho III van Navarra verklaart de oorlog aan Bermudo III van León. De legers uit Navarra plunderen de landen rondom Lugo in Galicië, waarbij ze af en toe worden bijgestaan door Galicische rebellen en Normandiërs. |
| 1031 | Het Moorse kalifaat van Córdoba valt. | |
| 1033 | | De Mértola wordt onafhankelijk. |
| 1034 | | Legers uit León verslaan Ismail ibn Abbad van Sevilla. Ismail ibn Abbad vlucht naar Lissabon. |
| 1034 | Gonçalo Trastemires, een Portugese kolonist, verovert het kasteel van Montemor dat aan de Mondego ligt.                                                                        | |
| 1034 | Sancho de Grote van Navarra benoemt zichzelf tot Rex Hispaniorum ("Koning aller Spanjaarden") nadat hij Aragon, Sobrarbe, Barcelona en Asturië, León en Castilië had veroverd. | |
| 1035 | | Sancho III van Navarra, Aragon en Castilië overlijdt en zijn land wordt verdeeld onder zijn drie zoons; Castilië en Aragon worden koninkrijken. |
| 1035 | Bermudo III van León verslaat de Moren bij César, in de regio Aveiro. | |
| 1037 | | Ferdinand I van León, zoon van Sancho III van Navarra, verovert het koninkrijk León in de slag bij Tamarón. De eerste Castiliaanse koning, Ferdinand I, verslaat en vermoordt zijn schoonvader, Bermudo III van León, en erft zo het koninkrijk. |
| 1039 | | Ferdinand I van Castilië-León benoemt zichzelf tot Keizer van Heel Hispania. |
| 1040 | | De Taifa Silves wordt onafhankelijk. |
| 1044 | | Al-Mu'tamid ibn Abbad, zoon van de Abbadidische emir van Sevilla Abbad II al-Mu'tadid, herovert de Mértola, dat sinds 1033 een onafhankelijke Taifa was geweest. |
| 1050 | | Graaf Mendo Nunes van Portugal komt om in de strijd ergens in deze periode. |
| 1050 | Nuno Mendes, zoon van Graaf Mendo Nunes, wordt graaf van Portugal. | |
| 1051 | | De Taifa Santa María de Algarve wordt geïncorporeerd door de Taifa Sevilla. |
| 1056 | | De al-Murabitun Dynastie van de Almoraviden begint aan de macht te komen. Deze groep fundamentalistische Berberse moslims zouden tot 1147 over Noord-Afrika en Iberië heersen. |
| 1057 | | Ferdinand I van Castilië-León verovert Lamego op de Moren. |
| 1058 | | Emir Al-Muzaffar al-Aftas koopt de christenen om om Badajoz te verlaten na de verovering van Viseu door Ferdinand I van Castilië-León. |
| 1060 | | Raad (Oecumenische Synode) van Santiago de Compostela. (tot 1063) |
| 1063 | | Ferdinand I van Castilië-León verdeelt zijn koninkrijk onder zijn zoons. Galicië wordt toegekend aan zijn zoon García. |
| 1063 | De Taifa Silves wordt geïncorporeerd door de Taifa Seville. | |
| 1064 | 20 januari – 9 juli | Ferdinand I van Castilië-León belegert Coimbra, in handen van de moslims. De Moorse leider geeft zich over en mag met zijn familie vluchten. 5000 burgers worden gevangengenomen en alle moslims worden uit het Portugese gebied verjaagd tot voorbij de Mondego. |
| 1064 | De Mozarabische (christelijke) generaal Sisnando Davides, die de belegering van had Coimbra geleid, wordt graaf van Coimbra.                                                   | |
| 1064 | De Spaanse kalender wordt aangenomen. | |
| 1065 | | De onafhankelijkheid van het koninkrijk Galicië en Portugal wordt uitgeroepen tijdens de regeerperiode van García I van Galicië. |
| 1070 | | Graaf Nuno Mendes van Portugal komt in opstand tegen García I van Galicië. |
| 1071 | | García I van Galicië gebruikt als eerste de titel Koning van Portugal, nadat hij bij de slag bij Pedroso (in de buurt van Braga), graaf Nuno Mendes had verslagen. |
| 1072 | | Einde van de onafhankelijkheid van het koninkrijk Galicië en Portugal, nadat het was geïncorporeerd door García's broer, koning Alfons VI van Castilië. Vanaf dit moment zou Galicië onderdeel uit blijven maken van de koninkrijken van Castilië en León, met verschillende maten van zelfbestuur in de loop der tijd. In de korte tijd van onafhankelijkheid, was in het koninkrijk de weg vrij gemaakt voor graaf Hendrik van Portugal. |
| 1077 | | Alfons VI van Castilië en León roept zichzelf uit tot Keizer aller Spanjen. |
| 1080 | | Coimbra wordt opnieuw een bisdom. |
| 1080 | Graaf Sisnando Davides van Coimbra neemt deel aan de inval in Granada. | |
| 1085 | | De Orde van Cluny wordt in Portugal opgericht (tot 1096). |
| 1086 | | Verschillende islamitische emirs vragen de leider van de Almoraviden, Yusuf ibn Tashfin, om hulp tegen Alfons VI van Castilië. In 1086 steekt Yusuf ibn Tashfin zeestraat naar Algeciras over en verslaat hij de christenen in de slag bij az-Zallaqah (ten noorden van Badajoz). Ten gevolge van problemen in Noord-Afrika waar hij voor moest terugkeren, kon hij zijn veroveringen niet voortzetten.                                    |
| 1086 | Raymond van Bourgondië, zoon van Willem I, komt naar Iberië voor de eerste keer om tegen de Moren vechten. Hij neemt zijn jongere broer Hendrik mee.                           | |
| 1090 | | Yusuf ibn Tashfin keert terug naar Iberië en verovert alle Taifa's. |
| 1090 | Raymond en Hendrik van Bourgondië komen voor de tweede keer naar Iberië. | |
| 1091 | | Graaf Sisnando Davides van Coimbra overlijdt. |
| 1091 | Alfons VI van Castilië huwelijkt zijn dochter Urraca van Castilië uit aan Raymond van Bourgondië en geeft hem ook Galicië als leengoed.                                        | |
| 1091 | De Taifa Mértola wordt veroverd door de Almoraviden. | |
| 1093 | | Raymond en Hendrik van Bourgondië ondertekenen een verdrag waarin Hendrik belooft Raymond te erkennen als koning wanneer Alfons VI van Castilië zou komen te overlijden. Hendrik kreeg in ruil daarvoor het koninkrijk van Toledo of Portugal. |
| 1094 | | Alfons VI van Castilië laat het bestuur van Portugal en Coimbra over aan Raymond van Bourgondië. |
| 1094 | Hendrik trouwt met Teresa van León, de onechte dochter van Alfons VI. | |
| 1094 | Sir ibn Abi Bakr van de Almoraviden neemt Badajoz en Lissabon in. De Taifa Badajoz valt.                                                                                       | |
| 1095 | | Het Tweede Graafschap Portugal (Condado Portucalense) wordt opgericht door graaf Hendrik van Bourgondië. |
| 1095 | De Almoraviden nemen Santarém in. | |
| 1097 | | Yusuf ibn Tashfin neemt de titel van Amir al Muslimin (prins van de moslims) aan. |

### 12e eeuw
| Jaar | Datum | Gebeurtenis |
| ---- | --- | --- |
| 1102 | | Diego Gemírez, bisschop van Santiago de Compostela haalt de relieken van St. Vicent en St. Fructuosus van Dumes uit Braga. |
| 1103 | | Theresia van León was, met hulp van Soeiro Mendes, regentes van Portugal. |
| 1105 | | De Almohaden, een nieuwe dynastie gesticht door Ibn Tumart, begon als religieuze beweging om de islam vrij te maken van "onkuisheid". De Almohaden waren met name tegen de antropomorfismes die in de Iberische islam waren geïntroduceerd. De opvolger van Ibn Tumart, Abd al-Mu'min richtte zich fel tegen niet-moslims, vooral joden en christenen. De Almohaden trokken van Noord-Afrika naar het islamitische Iberië en startten daar opstanden en vervolgden zowel moslims als niet-moslims. In elke steden kregen de joden en christenen de keuze om zich te bekeren, verbannen te worden, of gedood te worden. |
| 1107 | | Graaf Raymond van Bourgondië overlijdt. Het koninkrijk Galicië gaat naar zijn zoon Alfonso Raimúndez. |
| 1109 | 1 juli | Alfonso VI van Castilië en León overlijdt. Urraca van Castilië, de weduwe van graaf Raymond van Bourgondië, is de enige nog levende erfgename en ze trouwt met koning Alfons I van Aragón. |
| 1109 | 25 juli | Alfonso Henriques, zoon van graaf Hendrik, wordt geboren in Guimarães. |
| 1110 | | Graaf Hendrik valt koning Alfons I van Aragon aan in Penafiel, maar verliest. |
| 1110 | Urraca van Castilië scheidt van haar man Alfons I van Aragon, omdat hij naar haar zeggen gewelddadig en onvruchtbaar is. | |
| 1110 | Graaf Hendrik van Portugal en Alfons I van Aragon bundelen de krachten tegen Urraca van Castilië. | |
| 1111 | | De Almoraviden, onder leiding van Sir ibn Abi Bakr bezetten Lissabon en Santarém. Deze steden werden eerder bezet door de Almoraviden in 1094–95, wat erop duidt dat de grens van Portugal in die tijd regelmatig verschoof. |
| 1111 | De conferentie van Palencia vindt plaats. Urraca van Castilië verdeelt haar grondgebied met graaf Hendrik van Portugal en zijn vrouw (haar zus) Theresia. | |
| 1111 | Urraca van Castilië maakt vrede met haar man Alfons I van Aragón, maar ze bleven wel gescheiden. | |
| 1111 | Graaf Hendrik van Portugal, valt Urraca en Alfons I van Aragon aan inSahagún, omdat hij dacht dat ze hem hadden verraden. Hij werd bijgestaan door Urraca's Alfonso Raimúndez. | |
| 1111 | Graaf Hendrik kent stadsrechten toe aan Coimbra en verovert Santarém van de Moren. | |
| 1111 | Alfonso Raimúndez, de zoon van Raymond van Bourgondië en Urraca van Castilië, wordt uitgeroepen tot koning van het koninkrijk Castilië en León en hij krijgt de naam Alfons VII. | |
| 1112 | | Graaf Hendrik sterft. Zijn zoon Alfonso Henriques erft het graafschap Portugal, maar omdat hij nog te jong is om te regeren, wordt zijn moeder Theresia regentes van het graafschap. Ze krijgt de titel regina (koningin). |
| 1112 | Santarém wordt heroverd door de Moren. | |
| 1114 | | Het huwelijk tussen Urraca van Castilië en Alfons I van Aragon wordt officieel ongeldig verklaard. |
| 1114 | De Taifa van Beja en Évora wordt onafhankelijk. | |
| 1116 | | De legers van Theresia van Portugal vechten tegen die van Urraca van Castilië. |
| 1117 | | De Almoraviden, onder leiding van emir Ali ibn Yusuf zelf, nemen Coimbra in, maar verlaten de stad een paar dagen later. |
| 1120 | | Alfonso Henriques kiest de kant van de bisschop van Braga in een strijd tegen zijn moeder Theresia en haar geliefde, graaf Fernando Peres de Trava van Galicië. |
| 1120 | De legers van Theresia van Portugal vechten tegen die van Urraca van Castilië. | |
| 1121 | | Alfons VII komt met zijn legers naar Portugal, bijgestaan door zijn moeder Urraca. De legers nemen Theresia gevangen bij Lanhoso. Er wordt overeengekomen dat het graafschap Portugal een leengoed van koninkrijk León zou worden. |
| 1122 | | Alfonso Henriques benoemt zichzelf, op 14-jarige leeftijd, tot ridder in de Kathedraal van Zamora. |
| 1126 | | Urraca van Castilië overlijdt. Haar zoon Alfons VII wordt zelfstandig koning. |
| 1127 | | Gravin Theresia schenkt Vimieiro aan de Orde van Cluny |
| 1127 | Het koninkrijk León valt Portugal binnen en belegert Guimarães. De Portugese ridder Egas Moniz de Ribadouro dwingt koning Alfons VII de Portugese beloften van trouw te accepteren. | |
| 1128 | | Gravin Theresia schenkt Soure aan de Tempeliers. |
| 1128 | 24 juli | Graaf Alfonso Henriques verslaat zijn moeder Theresia in de slag bij São Mamede (in de buurt van Guimarães) en wordt de enige heerser (Dux – Hertog) na eisen van het volk, de kerk en de adel voor onafhankelijkheid. |
| 1129 | 6 april | Alfonso Henriques roept zichzelf uit tot Prins van Portugal. |
| 1130 | | Prins Alfonso Henriques valt Galicië binnen. |
| 1130 | Theresia, de moeder van prins Alfonso Henriques sterft in Galicië. | |
| 1130 | De Tempeliers vestigen zich in Portugal. | |
| 1135 | | Prins Alfonso Henriques verovert Leiria op de Moren. |
| 1135 | Koning Alfons VII van León en Castilië wordt uitgeroepen tot Imperator totius Hispaniae, "keizer van heel Hispania". | |
| 1137 | | Vredesverdrag van Tui wordt ondertekend. Hierin erkent Prins Alfonso Henriques zichzelf als vazal van koning Alfons VII van León en Castilië. |
| 1137 | Prins Alfonso Henriques probeert Lissabon te veroveren op de Moren, maar de poging mislukt. | |
| 1137 | De Moren heroveren Leiria. | |
| 1139 | | Koning Alfons I van Portugal brengt de eerste vergadering van de staten-generaal van Portugal bijeen bij Lamego, waar hij de Kroon ontving van de bisschop van Braga. Hiermee werd de onafhankelijkheid bevestigd. |
| 1139 | Koning Alfons I van Portugal herovert Leiria op de Moren. | |
| 1139 | 25 juli | Portugal wordt onafhankelijk van het koninkrijk León na de slag bij Ourique tegen de Almoraviden, onder leiding van Ali ibn Yusuf. Prins Alfonso Henriques wordt Alfons I, koning van Portugal. |
| 1140 | | De Hospitaalridders ontvangen landgoed van Alfons I van Portugal. |
| 1140 | De Portugezen winnen de slag bij Valdevez tegen legers uit León en Castilië. | |
| 1140 | Koning Alfons I van Portugal probeert Lissabon te heroveren op de Moren, maar slaagt daar niet in. | |
| 1140 | De Moren heroveren Leiria. | |
| 1142 | | Koning Alfons I van Portugal herovert opnieuw Leiria op de Moren en de stad ontvangt een foral (verzameling feodale rechten) om het gebied rondom de stad beter te bezetten en gebruiken. |
| 1143 | | Het Verdrag van Zamora wordt getekend: Alfons VII van León en Castilië erkent het koninkrijk Portugal in het bijzijn van koning Alfons I van Portugal en met als getuigen een vertegenwoordiger van de Paus, kardinaal Guido de Vico. Het verdrag wordt getekend in de Kathedraal van Zamora. Beide koningen beloven een langdurige vrede te sluiten tussen beide koninkrijken. |
| 1143 | Koning Alfons I van Portugal verklaart zichzelf tot vazal van Paus Innocentius II. Het koninkrijk Portugal en de koning zelf worden hiermee beschermd door Petrus en de Heilige Stoel. | |
| 1144 | | De Muridun ("Discipelen") onder Abul-Qasim Ahmad ibn al-Husayn al-Qasi komen in opstand in de Algarve. Ibn al-Mundhir verovert Silves in zijn naam en de heerser van Beja, Sidray ibn Wazir, steunt hem. Ibn al-Mundhir en Sidray ibn Wazir vermoorden het garnizoen van het kasteel van Monchique. |
| 1144 | 12 augustus | 70 mannen veroveren Mértola in een verrassingsaanval. Niet veel later worden de Muridun teruggedreven uit Sevilla door de Almoraviden. Sidray ibn Wazir scheidt zich hierna af van de andere Muridun. |
| 1144 | De Taifa Mértola en Silves worden opnieuw onafhankelijk. | |
| 1144 | De Orde van de Cisterciënzers vestigt zich in Portugal, bij Tarouca. | |
| 1145 | | De Taifa Badajoz wordt opnieuw onafhankelijk en verovert de Taifa Mértola. |
| 1146 | | De Taifa Mértola wordt opnieuw onafhankelijk van Badajoz. |
| 1146 | Koning Alfons I van Portugal trouwt met Mathilde van Savoye, dochter van Amadeus III, graaf van Savoye en Maurienne. | |
| 1147 | | Almada en Palmela, twee dorpen ten zuiden van Lissabon, worden bevrijd van de Moren. |
| 1147 | Koning Alfons I van Portugal laat in Lissabon het klooster van São Vicente de Fora en de bijbehorende kerk bouwen, ter ere van de Heilige Vincentius van Zaragoza. | |
| 1147 | 15 maart | Koning Alfons I van Portugal verovert Santarém in een verrassingsaanval. |
| 1147 | 19 mei | Een vloot van zo'n 200 schepen van kruisvaarders (Tweede Kruistocht) vertrekt uit Dartmouth in Engeland. De groep kruisvaarders komt uit Vlaanderen, Friesland, Normandië, Engeland, Schotland en Duitsland. De vloot werd aangevoerd door Arnold III van Aerschot (de neef van Godfried I van Leuven), Christian van Ghistelles, Hendrik Glanville (konstabel van Suffolk), Simon van Dover, Andrew van London en Saher van Archelle. |
| 1147 | 16 juni | De vloot van kruisvaarders arriveert in Porto en worden door bisschop Pedro Pitões overtuigd om door te varen naar Lissabon. |
| 1147 | 1 juli | Het Beleg van Lissabon begint, nadat de legers van koning Alfons I van Portugal bijgestaan werden door de kruisvaarders. |
| 1147 | 21 oktober | De Moorse leiders van Lissabon geven zich over aan koning Alfons I van Portugal vanwege de hongersnood die geleden werd binnen de stadsmuren. Als voorwaarde van de overgave mocht het Moorse garnizoen de stad ontvluchten. |
| 1147 | 25 oktober | Lissabon opent haar deuren voor de christelijke legers. Zodra ze de stad binnenkomen, wordt het verdrag van de overgave verbroken. Veel moslims werden vermoord en de stad werd grotendeels geplunderd voordat Alfons I aanval kon stoppen. |
| 1148 | | Een aantal kruisvaarders dat koning Alfons I had geholpen Lissabon te veroveren vestigt zich in de stad. Gilbert van Hastings wordt verkozen tot bisschop van het Bisdom Lissabon. Het grootste deel van de kruisvaarders trekt echter verder naar het oosten. |
| 1150 | | De Taifa's van Badajoz en Beja en Évora worden veroverd door de Almohaden. |
| 1151 | | Koning Alfons I van Portugal probeert Alcácer do Sal te heroveren op de Moren. De poging mislukt. |
| 1151 | De Taifa Mértola wordt veroverd door de Almohaden. | |
| 1152 | | De Cisterciënzers bouwen het Klooster van Sint Johannes in Tarouca. |
| 1153 | | De Cisterciënzers bouwen het Klooster van Alcobaça. |
| 1154 | 11 november | Sancho, zoon van koning Alfons I van Portugal en toekomstig koning van Portugal wordt geboren. |
| 1155 | | De Taifa Silves wordt ingenomen door de Almohaden. |
| 1158 | | Koning Alfons I van Portugal verovert Alcácer do Sal op de Moren. |
| 1159 | | Het Kasteel van Cera (in Tomar) wordt aan de Tempeliers geschonken. |
| 1159 | Évora en Beja, in de zuidelijke provincie Alentejo, worden heroverd op de Moren. | |
| 1160 | | Het kasteel van Tomar wordt gebouwd. |
| 1161 | | Évora, Beja en Alcácer do Sal worden weer heroverd door de Moren. |
| 1162 | | Koning Alfons I van Portugal herovert Beja opnieuw op de Moren. |
| 1163 | | De kalief van de Almohaden, Abd al-Mu'min al-Kumi, sterft en wordt opgevolgd door Abu Yaqub Yusuf. |
| 1165 | | De Portugese legers, onder leiding van Geraldo Sem Pavor ("Zonder Angst"), heroveren Évora op de Moren. |
| 1165 | Onderhandelingen tussen Portugal en León leiden tot het huwelijk tussen Prinses Urraca van Portugal, de dochter van koning Alfons I, met koning Ferdinand II van León. | |
| 1166 | | De Portugese legers nemen Serpa en Moura (in Alentejo) in. |
| 1168 | | Geraldo Sem Pavor gaat het grondgebied van Badajoz binnen. |
| 1169 | | Koning Alfons I schenkt een derde van alles wat ze veroveren op de Moren in Alentejo aan de Tempeliers. |
| 1169 | Geraldo Sem Pavor verovert Badajoz op de Almohaden. | |
| 1169 | Koning Alfons I raakt gewond nadat hij in Badajoz van zijn paard valt. Hij wordt gevangengenomen door de krachten van koning Ferdinand II van León. Als losgeld moest koning Alfonso I bijna alle veroveringen die hij in de voorgaande jaren had gemaakt in Galicië teruggeven. Ook moest hij Badajoz teruggeven en die stad werd door het koninkrijk León teruggegeven aan de Almohaden als vazalgebied. | |
| 1170 | | De Almohaden verplaatsen hun hoofdstad naar Sevilla. |
| 1174 | | De Kroon van Aragón erkent Portugal als onafhankelijk land. |
| 1175 | | Beja wordt heroverd door de Almohaden. |
| 1179 | | Paus Alexander III erkent koning Alfons I van Portugal in de pauslijke bul met de titel Manifestis probatum als koning en Portugal als een onafhankelijk land dat het recht heeft om grondgebieden van de Moren te veroveren. Dankzij deze bul werd Portugal beschermd tegen verdere pogingen van León en Castilië om het gebied te annexeren. |
| 1179 | Koning Ferdinand II van León verstoot zijn vrouw, Urraca van Portugal. | |
| 1184 | | De Portugezen verslaan de Almohaden bij Santarém. |
| 1184 | Abu Yaqub Yusuf sterft en wordt opgevolgd door Abu Yusuf Yaqub al-Mansur. | |
| 1185 | | Sancho I van Portugal wordt koning van Portugal. |
| 1185 | Sancho I sticht verschillende nieuwe steden en dorpen en zorgt ervoor dat de afgelegen gebieden in het noorden van Portugal bevolkt werden, voornamelijk door Vlamingen en Bourgondiërs (tot 1212). | |
| 1185 | 6 december | Koning Alfons I van Portugal overlijdt. |
| 1199 | | De kalief van de Almohaden, Abu Yusuf Yaqub al-Mansur, sterft en wordt opgevolgd door Mohammed an-Nasir. |

### 13e eeuw
| Jaar | Datum   | Gebeurtenis |
| ---- | ------- | --- |
| 1211 |         | Alfons II van Portugal wordt koning. |
| 1212 |         | Het hoogtepunt van de Reconquista. De christenen verslaan de Almohaden (kalief Mohammed an-Nasir) in de slag bij Las Navas de Tolosa. De christenen hadden een leger van tussen de 60.000 en 100.000 met nog eens 10.000 ruiters en bestonden uit troepen uit West-Europa, Castilië, Navarra, Aragón, León en Portugal, militaire kloosterordes (Tempeliers, Hospitaalridders, Santiago, Cavatrava) en stedelijke militie. |
| 1213 |         | Yusuf al-Mustansir wordt kalief van de Almohaden. |
| 1217 |         | Alcácer do Sal wordt veroverd op de Moren. |
| 1223 |         | Sancho II van Portugal wordt koning. |
| 1236 |         | Portugal verovert het grootste gedeelte van de Algarve. |
| 1246 |         | Paus Innocentius IV beticht Sancho II van ketterij en dwingt zijn aftreden af. |
| 1247 |         | Alfons III van Portugal wordt koning; Sancho II wordt verbannen naar Toledo. |
| 1254 |         | De eerste officiële reünie van de Cortes, de algemene vergadering van het koninkrijk. |
| 1255 |         | Lissabon wordt de hoofdstad van Portugal. |
| 1272 |         | Alfonso III verovert Faro op de Moren. Met deze overwinning werden alle islamitische gemeenschappen van het Portugese grondgebied verwijderd en hiermee eindigde de Portugese Reconquista. |
| 1276 |         | Johannes XXI wordt de eerste—en enige—Portugese Paus (gestorven in 1277). |
| 1279 |         | Dionysius van Portugal wordt koning. |
| 1290 | 1 maart | De eerste Estudo Geral (Algemene Studie) wordt opgericht in Lissabon. Dit was de eerste Portugese Universiteit, met de Faculteiten van de Kunst, Canoniek Recht, Civiel Recht en Geneeskunde. De Estudo Geral werd later erkend door Paus Nicolaas IV. |
| 1297 |         | Dionysius ondertekent het Verdrag van Alcanizes met Ferdinand IV van Castilië, waarin de grenzen tussen Portugal en Castilië (huidig Spanje) worden vastgesteld. |

### 14e eeuw
| Jaar      | Datum                                     | Gebeurtenis |
| --------- | ----------------------------------------- | --- |
| 1308      |                                           | Het eerste Portugese handelsverdrag, met Engeland, wordt ondertekend. |
| 1308      | De Algemene Studie verhuist naar Coimbra. | |
| 1319–1324 |                                           | Burgeroorlog tussen koning Dionysius en Alfons IV |
| 1325      |                                           | Alfons IV van Portugal wordt koning. |
| 1341      |                                           | Portugal plundert de Canarische Eilanden. |
| 1355      |                                           | Inês de Castro wordt op koninklijk bevel omgebracht. Dit luidt het begin in van een burgeroorlog tussen Alfons IV en zijn erfgenaam Pedro (Peter).                                                                             |
| 1357      |                                           | Peter I van Portugal wordt koning; Inês de Castro wordt uit haar graf gehaald en gekroond tot koningin van Portugal. |
| 1367      |                                           | Ferdinand I van Portugal wordt koning. |
| 1383      |                                           | Er woedt een burgeroorlog en algehele politieke anarchie: Zie ook: crisis van 1383–1385. (tot 1385) |
| 1385      | april                                     | Johan I van Portugal wordt door het Portugese volk uitgeroepen tot koning. De Castilianen accepteren dit niet. |
| 1385      | 14 augustus                               | Slag bij Aljubarrota: Johan I verslaat de Castilianen en begint zijn regeerperiode als koning van Portugal. |
| 1386      | 9 mei                                     | Het Verdrag van Windsor, een alliantie tussen Engeland en Portugal, wordt ondertekend. Dit is het oudste Portugese diplomatieke verdrag en is nog altijd het oudste diplomatieke bondgenootschap dat nog steeds van kracht is. |
| 1394      |                                           | Hendrik de Zeevaarder, zoon van koning Johan I van Portugal, wordt geboren. |

### 15e eeuw
| Jaar | Datum                                                                                                | Gebeurtenis |
| ---- | --- | --- |
| 1415 | | Johan I verovert Ceuta in Noord-Afrika. |
| 1419 | | Madeira wordt ontdekt door João Gonçalves Zarco en Tristão Vaz Teixeira.                                                                                                  |
| 1427 | | De Azoren worden ontdekt door Diogo Silves. |
| 1433 | | Eduard van Portugal wordt koning. |
| 1434 | | Gil Eanes vaart voorbij Kaap Bojador. Hiermee begint de ontdekking van de Afrikaanse westkust.                                                                            |
| 1438 | | Alfons V van Portugal wordt koning. |
| 1444 | | Kaapverdië wordt ontdekt en gekoloniseerd. (tot 1460) |
| 1470 | | São Tomé wordt ontdekt. |
| 1471 | | Príncipe wordt ontdekt. |
| 1481 | | Johan II van Portugal wordt koning. |
| 1483 | | Johan II laat Fernando, de derde Hertog van Bragança en Diogo, de Hertog van Viseu, executren. Hiermee maakt hij een einde aan samenzweringen van de Portugese adel.      |
| 1484 | | Diogo Cão ontdekt de rivier de Kongo. |
| 1488 | | Bartolomeu Dias is de eerste Europeaan die voorbij de Kaap de Goede Hoop vaart.                                                                                           |
| 1494 | | Het Verdrag van Tordesillas wordt getekend tussen Spanje en Portugal. De Nieuwe Wereld wordt in dit verdrag in tweeën gedeeld.                                            |
| 1495 | | Emanuel I van Portugal wordt koning. |
| 1498 | | Vasco da Gama bereikt India via de route die om Afrika heen loopt. |
| 1500 | 10 augustus                                                                                          | Diogo Dias ontdekt een eiland dat hij naar Sint Laurentius vernoemt, omdat het zijn feestdag was op de dag dat het eiland werd ontdekt. Tegenwoordig heet het Madagaskar. |
| 1500 | Emanuel I laat de Portugese Joden vervolgen.                                                         | |
| 1500 | Gaspar Corte-Real voltooit zijn eerste reis naar Newfoundland, vroeger bekend als Terras Corte-Real. | |
| 1500 | 22 april                                                                                             | Pedro Álvares Cabral ontdekt Brazilië. |

### 21e eeuw
| Jaar | Datum | Gebeurtenis |
| ---- | --- | --- |
| 2001 | 4 maart | Hintze Ribeiro-ramp: 70 mensen komen om wanneer een brug over de Douro instort. Enkele uren na het ongeluk neemt Jorge Coelho, Minister van Transport, ontslag.                                         |
| 2002 | 1 januari | Portugal adopteert de euro als betaalmiddel. |
| 2004 | 12 juni – 4 juli | Het Europees kampioenschap voetbal 2004 wordt in Portugal gehouden. |
| 2005 | 31 december | De Dakar-rally 2006 begint in Lissabon. |
| 2007 | 11 februari | In het tweede referendum voor abortus in Portugal, bijna 9 jaar na het eerste, wordt abortus toegestaan tot de 10e week van de zwangerschap met 59,25% van de stemmen. De wet werd in april aangenomen. |
| 2010 | 17 mei | De wet voor homohuwelijk wordt aangenomen door de President van de Republiek, Cavaco Silva. |
| 2010 | In 2010 was de kindersterfte 2.53 promille, het laagste niveau ooit in de Portugese geschiedenis (1.6‰ onder het gemiddelde in de UE-27 in 2010). Hiermee stond het land in de top 5 van laagste kindersterftecijfers in de Europese Unie. | |